# Вальков, Сергей Александрович
Сергей Александрович Вальков (26.05.1924, Владимирская область — 26.04.1945) — советский военнослужащий, участник Великой Отечественной войны, Герой Советского Союза, командир отделения разведки 340-го стрелкового полка младший сержант — на момент представления к награждению орденом Славы 1-й степени.

## Биография
Родился 26 мая 1924 года в поселке Пролетарский Гусь-Хрустального района Владимирской области. Окончил 7 классов средней школы № 12. Работал на стеклодувном на стекольном заводе. В начале войны перешел на арматурный завод литейщиком. Был эвакуирован на Урал.
В декабре 1943 года был призван в Красную Армию Нижнетагильским райвоенкоматом. С того же времени на фронте. Воевал в составе 46-й стрелковой дивизии на Ленинградском и 2-м Белорусском фронтах.
28-29 июня 1944 года в боях на Карельском перешейке и островах в Выборгском заливе связной стрелкового батальона 340-го стрелкового полка красноармеец Вальков осуществлял бесперебойную связь между наступающими подразделениями, в сложных условиях своевременно доставлял письменные боевые донесения.
Приказом от 6 июля 1944 года красноармеец Вальков Сергей Александрович награждён орденом Славы 3-й степени.
17 сентября 1944 года в бою севернее города Раквере ефрейтор Вальков поднял бойцов в штыковую атаку. Лично уничтожил 4 противников и 2 пленил.
Приказом от 27 октября 1944 года ефрейтор Вальков Сергей Александрович награждён орденом Славы 2-й степени.
27 января 1945 года командир отделения разведки младший сержант Вальков во главе группы разведчиков одним из первых преодолел реку Висла южнее города Меве. Участвую в боях на плацдарме показал себя мужественным воином. Отражая контратаки противника, скрытно зашел в тыл врага и, открыв огонь из автомата, уничтожил 18 фашистов. Затем, отсекая пехоту от танков, уничтожил ещё 6 противников, дал возможность своему подразделению восстановить боевые порядки и переправить раненых в тыл.
Указом Президиума Верховного Совета СССР от 27 июня 1945 года за исключительное мужество, отвагу и бесстрашие, проявленные в боях с вражескими захватчиками младший сержант Вальков Сергей Александрович награждён орденом Славы 1-й степени. Стал полным кавалером ордена Славы.
Старшина Вальков погиб 26 апреля 1945 года в боях на окраине города Анклам.
Награждён орденами Славы 3-х степеней, медалью.